# Vzdálený zvuk
Vzdálený zvuk (německy Der ferne Klang) je opera o třech dějstvích od Franze Schrekera. Premiéra se konala v roce 1912 ve Frankfurtu nad Mohanem.

## Vznik opery
Vídeňský skladatel Franz Schreker plánoval složit operu. Protože nenalézal vhodné libreto, začal v roce 1901 psát vlastní, které dokončil v roce 1903. Poté začal skládat hudbu. Negativní reakce jeho učitele Roberta Fuchse poté, co mu přehrál ukázky ze vznikajícího díla, způsobily, že práci odložil. V roce 1905 se po zhlédnutí opery Richarda Strausse Salome ke kompozici vrátil. V roce 1908 měl úspěch s baletní hudbou pro tanečnici Grete Wiesenthal. V roce 1910 uvedl mezihru ze třetího jednání opery na svém koncertu dirigent Oskar Nedbal pod názvem Nachtstück. Reakce publika i kritiky byly zčásti pochvalné, zčásti odmítavé. To ale skladatele povzbudilo k tomu, aby operu dokončil.
Opera byla poprvé uvedena 18. srpna 1912 ve Frankfurtské opeře (Oper Frankfurt) pod taktovkou Ludwiga Rottenberga. Titulní roli Fritze zpíval tenorista Karl Gentner (1876–1922). Skladatel tehdy zažil svůj první operní úspěch.

## Zajímavost
Za vznikem opery Vzdálený zvuk zřejmě stojí Schrekerovo milostné vzplanutí ke Grete Jonasz, kterou s patrně poznal na jednom z döblingských uměleckých salonů (Pozn:: Döbling je okrajové část Vídně, kam se Schrekerova rodina přistěhovala z Lince v roce 1888 po náhlé smrti Franzova otce Ignaze).

## Z inscenační historie
V Praze bylo uvedení opery plánováno již v roce 1915, ale opera byla uvedena v Novém německém divadle v Praze až 20. května 1920. Dirigentem byl Alexander Zemlinsky. Po více něž sto letech se opera do Prahy vrací, když ji v březnu 2022 v rámci cyklu "Musica non grata" uvede Státní opera Národního divadla.
V květnu 1925 operu provedla Berlínská státní opera, představení řídil Erich Kleiber. Ve Vídni byla opera uvedena až v roce 1991, kdy představení řídil Gerd Albrecht. Dne 9. května 2010 byla opera uvedena v Curychu (Opernhaus Zürich), dirigent Ingo Metzmacher, režie Jens-Daniel Herzog.

## Osoby
| Role                                                        | hlasový obor | obsazení při premiéře 18. srpna 1912 (dirigent: Ludwig Rottenberg) |
| ----------------------------------------------------------- | ------------ | ------------------------------------------------------------------ |
| První jednání                                               |              |                                                                    |
| Starý Graumann, penzionovaný policejní úředník, Gretin otec | baryton      | Richard Korschen                                                   |
| Paní Graumann, Gretina matka                                | mezzosoprán  | Marie Welling-Bertram                                              |
| Grete Graumann, jejich dcera                                | soprán       | Lisbeth Sellin                                                     |
| Fritz, mladý skladatel                                      | tenor        | Karl Gentner                                                       |
| Hostinský hospody "U Labutě"                                | bas          | Josef Gareis                                                       |
| Špatný herec                                                | baryton      | Rudolf Brinkmann                                                   |
| Dr. Vigelius                                                | baryton      | Herbert Stock                                                      |
| Stará žena                                                  | mezzosoprán  | Bella Fortner-Halbaerth                                            |
| Druhé jednání                                               |              |                                                                    |
| Greta, tanečnice                                            | soprán       | Lisbeth Sellin                                                     |
| Mizi, tanečnice                                             | soprán       | Anita Franz                                                        |
| Milli, tanečnice                                            | soprán       | Fulda Kopp                                                         |
| Mary, tanečnice                                             | soprán       | Lina Doninger                                                      |
| Španělská dívka, tanečnice                                  | soprán       | Frieda Cornelius                                                   |
| Hrabě, věk 24 let                                           | baryton      | Richard Breitenfeld                                                |
| Baron, věk 50 let                                           | bas          | Alfred Hauck                                                       |
| Rytíř, věk asi 30 let                                       | tenor        | Erik Wirl                                                          |
| Fritz                                                       | tenor        | Karl Gentner                                                       |
| Třetí jednání                                               |              |                                                                    |
| Fritz                                                       | tenor        | Karl Gentner                                                       |
| Tini (Grete Graumann)                                       | soprán       | Lisbeth Sellin                                                     |
| Rudolf, lékař, Fritzův přítel                               | baryton      | Walter Schneider                                                   |
| Dr. Vigelius                                                | baryton      | Herbert Stock                                                      |
| Herec                                                       | baryton      | Rudolf Brinkmann                                                   |
| První sborista                                              | tenor        | Otto Weindel                                                       |
| Druhý sborista                                              | bas          | Carl Bauermann                                                     |
| Servírka                                                    | mezzosoprán  | Alma Wendorf                                                       |
| Podivné idividum                                            | tenor        | Hermann Schramm                                                    |
| Policista                                                   | bas          | Wilhelm Drumm                                                      |
| Sluha                                                       | mluvená role |                                                                    |

## Děj opery

### První jednání
Odehrává se v Německu a v Benátkách okolo roku 1900.
Mladý skladatel, Fritz je se svou milou Grete. Sní o tom, že najde "vzdálený zvuk", hudební motiv, který jej jednou proslaví. Teprve potom si ji vezme za ženu. Grete se jej snaží přesvědčit, aby zůstal s ní, ale Fritz odchází.
Cestou domů potkává Grete podivnou starou ženu, která se jí ptá na Fritze a slibuje Grete pomoc, až ji bude potřebovat.
Doma hovoří Gretina matka o rodinné finanční nouzi a přesvědčuje Grete, aby si našla zaměstnání. Do oken zaznívá hluk z hospody, kde Gretin otec, penzionovaný policejní úředník Graumann, popíjí s kumpány: starým hercem a doktorem Vigeliem. Záhy tato skupina vtrhne do pokoje a starý Graumann oznamuje dceři, že ji prohrál v kuželkách a že se musí provsdat za hostinského penzionu "Zum Schwan".
Grete návrh manželství hostitelského nepřijímá a v noci uprchne. Sama v lese přemýšlí nejprve o sebevraždě, ale při pohledu na měsícem osvětlenou krajinu v ní vítězí vůle k životu. Zde ji nalézá ona stará žena. Je to ve skutečnosti kuplířka. Slibuje Gretě šťastnou budoucnost a společně odcházejí.

### Druhé jednání
O deset let později. Na jednom z Benátských ostrovů v tanečním salonu "La Casa di Maschere" probíhá slavnost hédonistické společnosti, jejíž hlavní hvězdou je známá kurtizána Grete spolu s okruhem svých obdivovatelů.
Pro rozptýlení vyhlašuje Grete soutěž: přítomní páni mají zazpívat píseň o lásce. Ten, kdo předvede nejkrásnější píseň, tomu věnuje dnešní noc. Hrabě zpívá smutnou píseň "In einem Lande ein bleicher König". Rytíř pak oplzlou písničku "Das Blumenmädchen von Sorrent", ke které se společnost rozjařeně přidává. Před koncem soutěže připlouvá Fritz. Zapojuje se do soutěže a zpívá o tom, jak marně hledá lásku, kterou kdysi nerozvážně opustil. Grete poznává, že zpívá o ní a určuje jej vítězem. Když ji Fritz poznává, je znechucen její proměnou a odmítá ji. Grete je zoufalá a odchází s hrabětem.

### Třetí jednání
Uplyne dalších pět let. Ve městě se chystá premiéra Fritzovy opery "Harfa". Grete (Tinny) ztratila přízeň bohaté klientely a je z ní obyčejná pouliční prostitutka. V restauraci před divadlem se dozvídá o neúspěchu Fritzovy opery.

#### Mezihra
Fritz sedí ve své pracovně. Vedení opery požaduje přepracování posledního dějství a přítel Rudolf jej přemlouvá, ať tak učiní. Fritz se ale cítí vyčerpaný a jediné, po čem touží je setkat se s Grete. Poznal svůj omyl, když ji v Benátkách zavrhl. Jeho láska přichází ve společnosti Dr. Vigelia, který ji zachránil před obtěžováním na ulici. Milenci si padají do náruče. Skladatel konečně zaslechne svůj "vzdálený zvuk". Chce takto inspirován přepracovat svou operu, ale je pozdě. Umírá v Gretině náručí.